# Collegio di Lagan Valley
Lagan Valley è un collegio elettorale nordirlandese della Camera dei Comuni del Parlamento del Regno Unito. Elegge un membro del Parlamento con il sistema maggioritario a turno unico. Il rappresentante del collegio, dal 2024, è Sorcha Eastwood, eletta con il Partito dell'Alleanza dell'Irlanda del Nord.

## Estensione
- 1983-1997: distretto di Lisburn, e il ward del distretto di Castlereagh di Carryduff.
- 1997-2010: i ward del distretto di Lisburn di Ballinderry, Ballymacash, Ballymacbrennan, Ballymacoss, Blaris, Derryaghy, Dromara, Drumbo, Dunmurry, Glenavy, Harmony Hill, Hilden, Hillhall, Hillsborough, Knockmore, Lagan Valley, Lambeg, Lisnagarvey, Maghaberry, Magheralave, Maze, Moira, Old Warren, Seymour Hill, Tonagh e Wallace Park e i ward del distretto di Banbridge di Dromore North, Dromore South, Gransha e Quilly.
- dal 2010: i ward della città di Lisburn di Ballinderry, Ballymacash, Ballymacbrennan, Ballymacoss, Blaris, Dromara, Drumbo, Harmony Hill, Hilden, Hillhall, Hillsborough, Knockmore, Lagan Valley, Lambeg, Lisnagarvey, Maghaberry, Magheralave, Maze, Moira, Old Warren, Seymour Hill, Tonagh, Wallace Park e parte di Derryaghy e i ward del distretto di Banbridge di Dromore North, Dromore South, Gransha e Quilly.

Il collegio fu creato nel 1983 quando i seggi destinati all'Irlanda del Nord crebbero da 12 a 17, e fu prevalentemente costituito da parti di South Antrim e North Down. Nei propositi originari del gennaio 1980, la Boundary Commission propose di chiamare il collegio "Lagan"; nelle revisioni successive del 1995 perse alcune aree a vantaggio di Belfast West e Strangford; attualmente il collegio contiene gran parte del distretto di Lisburn e del distretto di Banbridge.
A seguito della revisione dei collegi parlamentari nordirlandesi prima delle elezioni generali del 2010, la Boundary Commission for Northern Ireland apportò modifiche a Lagan Valley; con una mossa senza precedenti, approvata dal Parlamento, un ward elettorale venne diviso tra due collegi. Si verificò a Derryaghy, a seguito dei timori che venisse annesso a Belfast West.

## Storia
Il collegio è a maggioranza schiacciante unionista e tradizionalmente riporta una delle percentuali maggiori per il Partito Unionista dell'Ulster (UUP) in tutta l'Irlanda del Nord, in parte per la popolarità personale di Jim Molyneaux. sin dal suo ritiro in occasione delle elezioni generali nel Regno Unito del 1997, il collegio è rappresentato da Jeffrey Donaldson, che molti inizialmente videro come l'astro nascente del UUP. Donaldson ebbe tuttavia una relazione burrascosa con il partito, che in alcune occasioni venne riflessa dai risultati elettorali. Alle elezioni per l'Assemblea dell'Irlanda del Nord del 1998 gli fu negato di candidarsi; in quelle elezioni UUP perse voti a vantaggio di altri partiti unionisti minori; alle elezioni generali del 2001 i voti di UUP, Partito Unionista Democratico (DUP) e Partito dell'Alleanza dell'Irlanda del Nord rimasero stabili, in una situazione che vide invece molti spostamenti di voto nell'Irlanda del Nord. Alle elezioni per l'Assemblea dell'Irlanda del Nord del 2003 a Donaldson fu concesso di candidarsi nonostante, in quel momento, si era dimesso dal gruppo UUP a Westminster. In quelle elezioni l'UUP ebbe il suo risultato migliore, in parte a causa della mancanza di candidati del Partito Unionista del Regno Unito o del Partito Unionista dell'Irlanda del Nord. Le relazioni altalenanti di Donaldson con l'UUP continuarono per mesi finché egli, insieme al collega Norah Beare lasciarono il partito e si unirono al DUP. Alle elezioni generali del 2005 mantenne il seggio sotto la bandiera del DUP.

## Membri del parlamento
| Elezione | Elezione          | Deputato              | Partito      |
| -------- | ----------------- | --------------------- | ------------ |
|          | 1983              | James Henry Molyneaux | UUP          |
| 1997     | Jeffrey Donaldson |                       | UUP          |
|          | Jeffrey Donaldson | 2004                  | DUP          |
|          | Jeffrey Donaldson | 2024                  | Indipendente |
|          | 2024              | Sorcha Eastwood       | Alleanza     |

## Risultati elettorali

### Elezioni negli anni 2020
| Partito                    | Partito                                 | Candidato                  | Risultati 4 luglio 2024 | Risultati 4 luglio 2024 |
| Partito                    | Partito                                 | Candidato                  | Voti                    | %                       |
| -------------------------- | --------------------------------------- | -------------------------- | ----------------------- | ----------------------- |
|                            | Alleanza                                | Sorcha Eastwood            | 18 618                  | 37,93                   |
|                            | DUP                                     | Jonathan Buckley           | 15 659                  | 31,90                   |
|                            | UUP                                     | Robbie Butler              | 11 157                  | 22,73                   |
|                            | TUV                                     | Lorna Smyth                | 2 186                   | 4,45                    |
|                            | SDLP                                    | Si Lee                     | 1 028                   | 2,09                    |
|                            | Verde                                   | Patricia Denvir            | 433                     | 0,88                    |
|                            |                                         |                            |                         |                         |
| Iscritti                   | Iscritti                                | Iscritti                   | 82 201                  | 100,00                  |
| ↳ Votanti (% su iscritti)  | ↳ Votanti (% su iscritti)               | ↳ Votanti (% su iscritti)  | 49 081                  | 59,71                   |
| ↳ Astenuti (% su iscritti) | ↳ Astenuti (% su iscritti)              | ↳ Astenuti (% su iscritti) | 33 120                  | 40,29                   |
|                            |                                         |                            |                         |                         |
|                            | Esito: collegio passa da DUP a Alleanza |                            |                         |                         |

### Elezioni negli anni 2010
| Partito                    | Partito                          | Candidato                  | Risultati 12 dicembre 2019 | Risultati 12 dicembre 2019 |
| Partito                    | Partito                          | Candidato                  | Voti                       | %                          |
| -------------------------- | -------------------------------- | -------------------------- | -------------------------- | -------------------------- |
|                            | DUP                              | Jeffrey Donaldson          | 19 586                     | 43,14                      |
|                            | Alleanza                         | Sorcha Eastwood            | 13 087                     | 28,82                      |
|                            | UUP                              | Robbie Butler              | 8 606                      | 18,95                      |
|                            | SDLP                             | Ally Haydock               | 1 758                      | 3,87                       |
|                            | Sinn Féin                        | Gary McCleave              | 1 098                      | 2,42                       |
|                            | Conservatori                     | Gary Hynds                 | 955                        | 2,10                       |
|                            | UKIP                             | Alan Love                  | 315                        | 0,69                       |
|                            |                                  |                            |                            |                            |
| Iscritti                   | Iscritti                         | Iscritti                   | 75 735                     | 100,00                     |
| ↳ Votanti (% su iscritti)  | ↳ Votanti (% su iscritti)        | ↳ Votanti (% su iscritti)  | 51 405                     | 67,87                      |
| ↳ Astenuti (% su iscritti) | ↳ Astenuti (% su iscritti)       | ↳ Astenuti (% su iscritti) | 24 330                     | 32,13                      |
|                            |                                  |                            |                            |                            |
|                            | Esito: collegio confermato a DUP |                            |                            |                            |

| Partito                    | Partito                          | Candidato                  | Risultati 8 giugno 2017 | Risultati 8 giugno 2017 |
| Partito                    | Partito                          | Candidato                  | Voti                    | %                       |
| -------------------------- | -------------------------------- | -------------------------- | ----------------------- | ----------------------- |
|                            | DUP                              | Jeffrey Donaldson          | 26 762                  | 59,57                   |
|                            | UUP                              | Robbie Butler              | 7 533                   | 16,77                   |
|                            | Alleanza                         | Aaron McIntyre             | 4 996                   | 11,12                   |
|                            | SDLP                             | Pat Catney                 | 3 384                   | 7,53                    |
|                            | Sinn Féin                        | Jacqui Russell             | 1 567                   | 3,49                    |
|                            | Conservatori                     | Ian Nickels                | 462                     | 1,03                    |
|                            | Indipendente                     | Jonny Orr                  | 222                     | 0,49                    |
|                            |                                  |                            |                         |                         |
| Iscritti                   | Iscritti                         | Iscritti                   | 72 418                  | 100,00                  |
| ↳ Votanti (% su iscritti)  | ↳ Votanti (% su iscritti)        | ↳ Votanti (% su iscritti)  | 45 044                  | 62,20                   |
| ↳ Astenuti (% su iscritti) | ↳ Astenuti (% su iscritti)       | ↳ Astenuti (% su iscritti) | 27 374                  | 37,80                   |
|                            |                                  |                            |                         |                         |
|                            | Esito: collegio confermato a DUP |                            |                         |                         |

| Partito                    | Partito                          | Candidato                  | Risultati 7 maggio 2015 | Risultati 7 maggio 2015 |
| Partito                    | Partito                          | Candidato                  | Voti                    | %                       |
| -------------------------- | -------------------------------- | -------------------------- | ----------------------- | ----------------------- |
|                            | DUP                              | Jeffrey Donaldson          | 19 055                  | 47,88                   |
|                            | UUP                              | Alexander Redpath          | 6 055                   | 15,22                   |
|                            | Alleanza                         | Trevor Lunn                | 5 544                   | 13,93                   |
|                            | SDLP                             | Pat Catney                 | 2 500                   | 6,28                    |
|                            | UKIP                             | Alan Love                  | 2 200                   | 5,53                    |
|                            | TUV                              | Samuel Morrison            | 1 887                   | 4,74                    |
|                            | Sinn Féin                        | Jacqui McGeough            | 1 144                   | 2,87                    |
|                            | Indipendente                     | Jonny Orr                  | 756                     | 1,90                    |
|                            | Conservatori                     | Helen Osborne              | 654                     | 1,64                    |
|                            |                                  |                            |                         |                         |
| Iscritti                   | Iscritti                         | Iscritti                   | 71 189                  | 100,00                  |
| ↳ Votanti (% su iscritti)  | ↳ Votanti (% su iscritti)        | ↳ Votanti (% su iscritti)  | 39 795                  | 55,90                   |
| ↳ Astenuti (% su iscritti) | ↳ Astenuti (% su iscritti)       | ↳ Astenuti (% su iscritti) | 31 394                  | 44,10                   |
|                            |                                  |                            |                         |                         |
|                            | Esito: collegio confermato a DUP |                            |                         |                         |

| Partito                    | Partito                          | Candidato                  | Risultati 6 maggio 2010 | Risultati 6 maggio 2010 |
| Partito                    | Partito                          | Candidato                  | Voti                    | %                       |
| -------------------------- | -------------------------------- | -------------------------- | ----------------------- | ----------------------- |
|                            | DUP                              | Jeffrey Donaldson          | 18 199                  | 49,81                   |
|                            | UCU-NF                           | Daphne Trimble             | 7 713                   | 21,11                   |
|                            | Alleanza                         | Trevor Lunn                | 4 174                   | 11,42                   |
|                            | TUV                              | Keith Harbinson            | 3 154                   | 8,63                    |
|                            | SDLP                             | Brian Heading              | 1 835                   | 5,02                    |
|                            | Sinn Féin                        | Paul Butler                | 1 465                   | 4,01                    |
|                            |                                  |                            |                         |                         |
| Iscritti                   | Iscritti                         | Iscritti                   | 65 250                  | 100,00                  |
| ↳ Votanti (% su iscritti)  | ↳ Votanti (% su iscritti)        | ↳ Votanti (% su iscritti)  | 36 540                  | 56,00                   |
| ↳ Astenuti (% su iscritti) | ↳ Astenuti (% su iscritti)       | ↳ Astenuti (% su iscritti) | 28 710                  | 44,00                   |
|                            |                                  |                            |                         |                         |
|                            | Esito: collegio confermato a DUP |                            |                         |                         |

### Elezioni negli anni 2000
| Partito                    | Partito                            | Candidato                  | Risultati 5 maggio 2005 | Risultati 5 maggio 2005 |
| Partito                    | Partito                            | Candidato                  | Voti                    | %                       |
| -------------------------- | ---------------------------------- | -------------------------- | ----------------------- | ----------------------- |
|                            | DUP                                | Jeffrey Donaldson          | 23 289                  | 54,70                   |
|                            | UUP                                | Basil McCrea               | 9 172                   | 21,54                   |
|                            | Alleanza                           | Seamus Close               | 4 316                   | 10,14                   |
|                            | Sinn Féin                          | Paul Butler                | 3 197                   | 7,51                    |
|                            | SDLP                               | Patricia Lewsley           | 2 598                   | 6,10                    |
|                            |                                    |                            |                         |                         |
| Iscritti                   | Iscritti                           | Iscritti                   | 70 717                  | 100,00                  |
| ↳ Votanti (% su iscritti)  | ↳ Votanti (% su iscritti)          | ↳ Votanti (% su iscritti)  | 42 572                  | 60,20                   |
| ↳ Astenuti (% su iscritti) | ↳ Astenuti (% su iscritti)         | ↳ Astenuti (% su iscritti) | 28 145                  | 39,80                   |
|                            |                                    |                            |                         |                         |
|                            | Esito: collegio passa da UUP a DUP |                            |                         |                         |

| Partito                    | Partito                          | Candidato                  | Risultati 7 giugno 2001 | Risultati 7 giugno 2001 |
| Partito                    | Partito                          | Candidato                  | Voti                    | %                       |
| -------------------------- | -------------------------------- | -------------------------- | ----------------------- | ----------------------- |
|                            | UUP                              | Jeffrey Donaldson          | 25 966                  | 56,52                   |
|                            | Alleanza                         | Seamus Close               | 7 624                   | 16,60                   |
|                            | DUP                              | Edwin Poots                | 6 164                   | 13,42                   |
|                            | SDLP                             | Patricia Lewsley           | 3 462                   | 7,54                    |
|                            | Sinn Féin                        | Paul Butler                | 2 725                   | 5,93                    |
|                            |                                  |                            |                         |                         |
| Iscritti                   | Iscritti                         | Iscritti                   | 72 691                  | 100,00                  |
| ↳ Votanti (% su iscritti)  | ↳ Votanti (% su iscritti)        | ↳ Votanti (% su iscritti)  | 45 941                  | 63,20                   |
| ↳ Astenuti (% su iscritti) | ↳ Astenuti (% su iscritti)       | ↳ Astenuti (% su iscritti) | 26 750                  | 36,80                   |
|                            |                                  |                            |                         |                         |
|                            | Esito: collegio confermato a UUP |                            |                         |                         |

## Risultati dei referendum

### Referendum sulla permanenza del Regno Unito nell'Unione europea del 2016
|  | Collegio         | Lasciare UE % | Rimanere in UE % |
|  | ---------------- | ------------- | ---------------- |
|  | Lagan Valley     | 53,10%        | 46,90%           |
|  | Irlanda del Nord | 44,22%        | 55,78%           |
|  | Regno Unito      | 51,89%        | 48,11%           |